# Conséquences du séisme de 2011 de la côte Pacifique du Tōhoku sur l'industrie agroalimentaire
Le séisme de 2011 de la côte Pacifique du Tōhoku a plusieurs conséquences sur l’industrie agroalimentaire. Elle représente 1 % des exportations du pays, et la pêche pèse 860 milliards de yens dans l'économie nationale, et emploie 222000 personnes.

## Conséquences matérielles

### Conséquences du tsunami

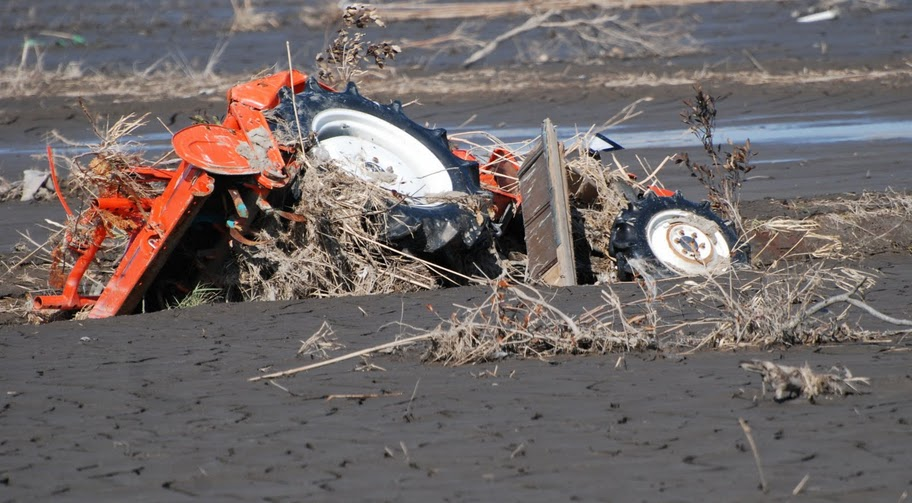
Matériel agricole détruit par le tsunami à Namie dans la préfecture de Fukushima

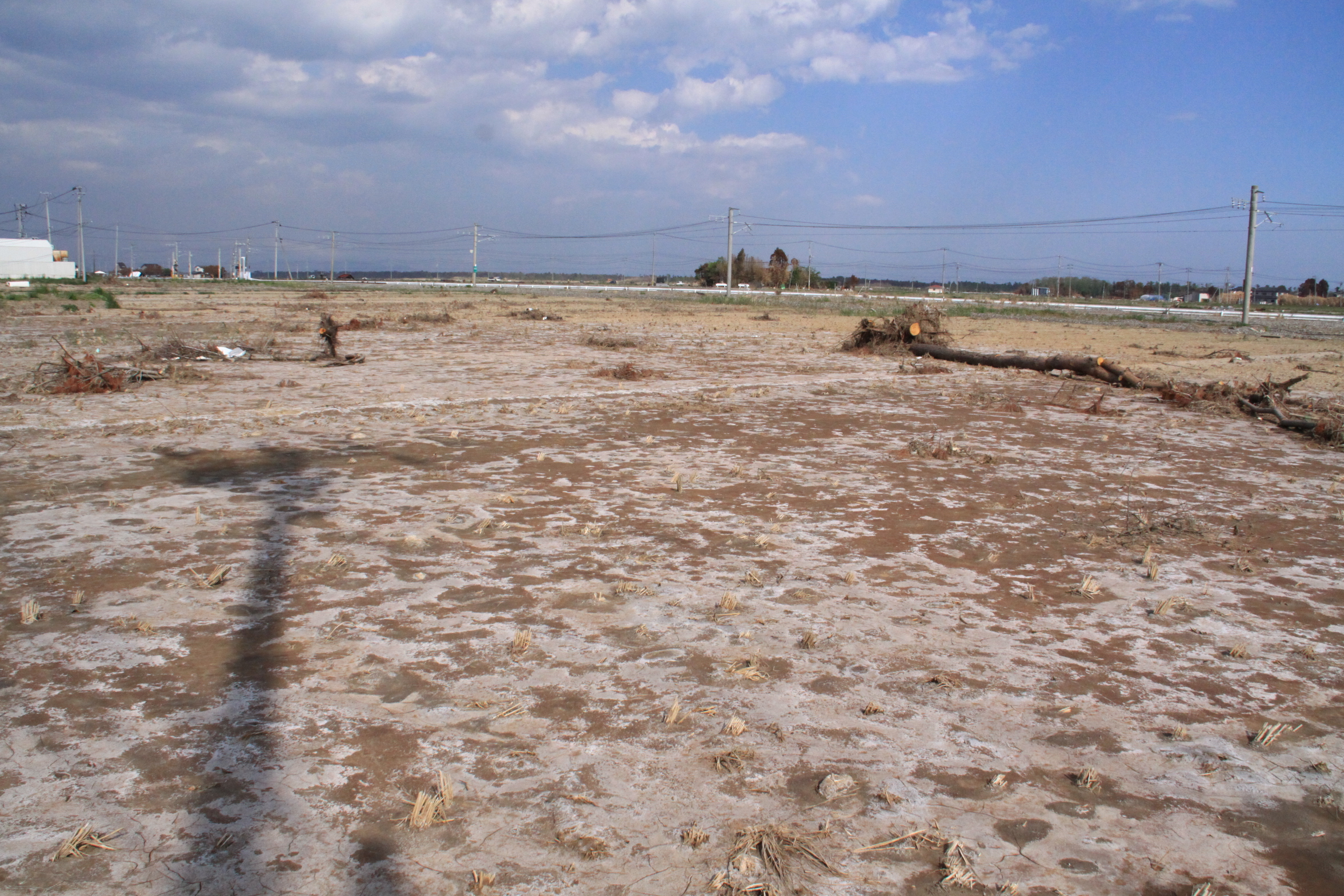
Champs de riz rendu impropres aux cultures en raison de l'eau salé.

Les terres arables, pour la plupart des rizières, sont encombrées dans les zones côtières de boues et d'eau salé qui rendent impropres aux cultures quelque 23 600 hectares. Le traitement des débris laissés dans les terres après le passage du tsunami pose aussi problème, et les premières estimations estiment à 26,7 millions de tonnes le volume de débris à traiter.
Les destructions dues au tsunami ont causé dans la préfecture d'Iwate un peu moins de 2 milliards d'euros de dégâts à l'industrie poissonnière. Les élevages de coquilles Saint-Jacques, d'huîtres ou d'oursins sont touchés, parmi lesquels certains étaient destinés à l'export pour repeupler des élevages étrangers comme en France. Certaines espèces sont très touchées, les élevages de Halocynthia roretzi, variété d'ascidies, comme ceux de saumons coho, qui comptent chacun pour plus de 95 % de la production japonaise sont détruits. Des infrastructures portuaires dédiées à la pêche côtière sont aussi détruites. Dans la préfecture de Miyagi, la ville d'Ishinomaki voit 191 de ses entreprises liées à la pêche détruites, et son port baleinier d'Ayukawa est détruit. A Kesennuma, la pêche représente 85 % des emplois de la ville et la plupart des infrastructures sont détruites.
18 500 bateaux de pêche ont par ailleurs été détruits, ce qui représente 90 % de la flotte dans certaines régions.

### Conséquences des accidents nucléaires de Fukushima
Les effets des accidents nucléaires de Fukushima sont aussi visibles au niveau de la biocénose. La zone touchée compte pour 20 % de la production nationale de riz, et les ports traitent le quart des poissons et fruits de mer consommés au Japon. 
Dans la préfecture de Fukushima, des taux en iode-131 supérieurs aux normes sont relevés dans du lait le 20 mars, de l'ordre de 1 510 becquerels par kilogramme contre les 300 becquerels autorisés par la loi japonaise. Le même jour, l'élément est aussi relevé dans des épinards produits dans la préfecture d'Ibaraki avec des taux de l'ordre de 8 420 becquerels à 15 020 becquerels par kilogramme là où la loi japonaise autorise des taux de 2 000 becquerels. Dans la région de Tōkyō sont relevées le 20 mars des traces de radioactivités dans des épinards produits à 110 km au nord de la capitale. 
Des contaminations sont aussi relevées dans des Ammodytidae pêchées dans la préfecture d'Ibaraki le 5 avril, dans lesquelles le taux de césium relevé est de 526 becquerels par kilogramme, contre une limite de 500 prévue dans la loi japonaise, puis le 15 avril dans des spécimens de la même espèce péchés dans la préfecture de Fukushima, et dans lesquels des taux de 12 500 becquerels par kilogramme sont relevés. Cependant, d'autres tests pratiqués par la préfecture de Chiba sur 13 espèces de poissons, et par la préfecture d'Ibaraki sur 21 espèces de poissons, ne relèvent pas de problèmes sanitaires liés à des contaminations radioactives, la présence d'éléments radioactifs restant en dessous des seuils fixés par la loi japonaise. 
De premières interdictions de vente de produits frais sont émises au Japon à partir du 21 mars, et touchent les productions des quatre préfectures de Fukushima, Ibaraki, Gunma et de Tochigi. Des champignons shiitake, élevés à l'air libre près de la centrale de Fukishima, voient leur vente interdite à partir du 13 avril. Plusieurs pays suspendent leurs importations de végétaux japonais, et la pêche est aussi touchée, plusieurs animaux marins sont concernés par des cas de contamination. Les États-Unis comme la Chine interdisent l'importation de produits agricoles en provenance de la préfecture de Fukushima, et l'Inde porte cette interdiction à la totalité des produits japonais. Les produits de la pêche sont aussi touchés par des interdictions de ventes, et la Chine, la Corée, Taïwan ainsi qu'Hong Kong qui compte au total pour 70 % des exportations japonaises pour ce type de produit mettent en place des interdictions d'importation.

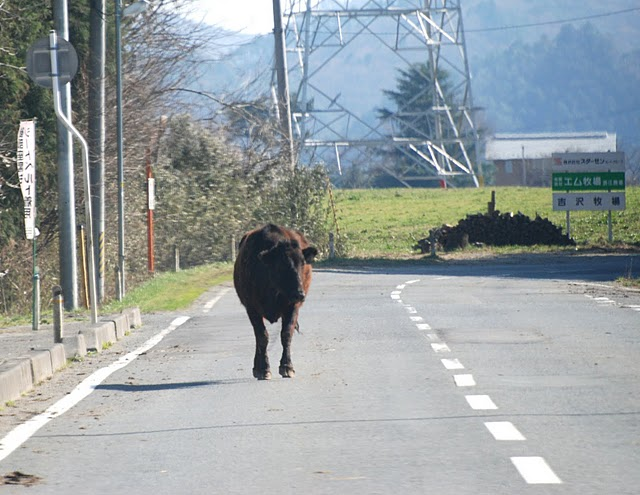
Bovin à l'abandon après l'évacuation d'une zone de 20 km autour de la centrale de Fukushima

Certaines productions de terroirs sont aussi touchées, l'élevage bovin d'Iitate est perturbé à différents niveaux.
La fédération japonaise des coopératives agricoles annonce le mardi 19 août 2014 recommencer à exporter du riz de la préfecture de Fukushima. Des sacs de 5 kg de riz de type Koshihikari (un des plus réputés du Japon) sont vendus à Singapour à partir du 22 août.
Le 22 mai 2015, le Japon porte plainte à l’OMC contre l’embargo sud-coréen sur des centaines de ses fruits de mer. Comme plusieurs autres pays, la Corée du Sud avait mis en place un embargo sur une cinquantaine de produits de la mer venant des huit préfectures les plus proches de l'accident en 2011, mais si la plupart des autres pays ont depuis levé ces restrictions, après avoir constaté que la totalité des produits commercialisés dans la région étaient sains, la Corée du Sud a durci ses contrôles.

### Conséquences du séisme
Les outils de transformations comme des brasseries sont par ailleurs touchées, et une centaine d'entre elles doivent suspendre leurs activités.

## Conséquences politiques
Le 14 avril, le président du syndicat central des coopératives agricoles demande au président de TEPCO Masataka Shimizu de payer pour les pertes engendrées pour l'agriculture.

## Conséquences économiques
Le marché aux poissons de Tsukiji à Tokyo connait une baisse en valeur de ses ventes de 60 % le mois suivant le séisme avant de retrouver un niveau égal à la semaine précédant le séisme la semaine du 14 avril. La semaine précédant le 17 mars, le volume des ventes a reculé de 28 % à 583 tonnes, et la semaine précédant le 24 mars, la baisse est de 44 % à 448 tonnes. Le prix de plusieurs poissons connaissent aussi des baisses, le kilogramme de sardines chutant de 40 yens à un minimum 15 à 20 yens, et celui de béryx long de 2200 yens à 1200 yens ; le thon passe lui de 4 122 ¥ par kilogramme la semaine précédant le séisme, à 3 328 ¥ fin mars, avant de remonter à 4 193 ¥ la semaine précédant le 14 avril.

## Reconstructions
Le port de Shiogama dans la préfecture de Miyagi, l'un des plus importants ports thonier du Japon, rouvre partiellement le 14 avril pour sa première vente à la crié depuis le tremblement de terre. 
Le gouvernement met en place un panel de 15 personnes le 14 avril pour étudier les mesures à mettre en place pour reconstruire la région. Les trois gouverneurs des préfectures les plus touchées en font partie et indiquent que la relance économique de la région par la relance de la pêche et de l'agriculture est une priorité. Dans la préfecture de Miyagi, le gouverneur Yoshihiro Murai met en place des mesures pour permettre l'introduction de nouvelles méthodes de pèche, ainsi que le regroupement d'entreprises familiales en entreprises plus large de manière à faire face aux coûts de la reconstruction.